# Kevin Featherstone
Kevin Featherstone (* 19. April 1955) ist ein britischer Politikwissenschaftler und Hochschullehrer.

## Leben und Wirken
Kevin Featherstone studierte Politikwissenschaft an der University of Essex und erwarb dort 1978 den Magistergrad. Seine Promotion zum PhD. erfolgte 1982 an der University of Manchester. Von 1979 bis 1987 lehrte er als Dozent an der University of Stirling in Schottland, bis 2002 an der University of Bradford (seit 1995 als Professor). Seit 2002 ist er Professor an der London School of Economics and Political Science. Dort beschäftigt er sich neben Fragen der europäischen Integration bzw. der Europäischen Union und der Eurozone vor allem mit der Zeitgeschichte und Politik in Griechenland. An dieser Hochschule ist er Leiter des „Hellenic Observatory“. Gastprofessuren führten ihn an das Europäische Hochschulinstitut Florenz, die Harvard University, New York University und die University of Minnesota.
Als Griechenland-Experte beriet Featherstone von 2009 bis 2010 den griechischen Ministerpräsidenten bei Projekten zur Modernisierung des Regierungssystems. Im Jahre 2020 erhielt er die Ehrendoktorwürde der Nationalen und Kapodistrias-Universität Athen. 2013 und 2021 wurde er mit dem griechischen Phönix-Orden ausgezeichnet.

## Veröffentlichungen (Auswahl)
- (Hrsg., mit Dimitrios K. Katsoudas): Political change in Greece before and after the colonels. Croom Helm, London 1987, ISBN 0-7099-1091-6.
- Socialist parties and European integration. A comparative history. Manchester University Press, Manchester 1988, ISBN 0-7190-2673-3.
- (Hrsg.): European internal market policy. Routledge, London 1990, ISBN 0-415-03973-8.
- (mit  Roy H. Ginsberg): The United States and the European Community in the 1990's. Partners in transition. St. Martin's Press, New York 1993, ISBN 0-333-52346-6.
- (Hrsg.): Greece in a changing Europe. Between European integration and Balkan disintegration? Manchester University Press, Manchester 1996, ISBN 0-7190-4766-8.
- (mit Kenneth Dyson): The road to Maastricht. Negotiating economic and monetary union. Oxford University Press, Oxford 1999, ISBN 0-19-829638-X.
- (Hrsg.): Europeanization and the southern periphery. Cass, London 2001, ISBN 0-7146-5087-0.
- (Hrsg.): The politics of Europeanization. Oxford University Press, Oxford 2003, ISBN 0-19-925209-2.
- (mit  Dimitris Papadimitriou): The limits of Europeanization. Reform capacity and policy conflict in Greece. Palgrave Macmillan, New York 2008, ISBN 978-0-230-00706-2.
- (Mitautor): The last Ottomans. The Muslim minority of Greece, 1940–1949. Palgrave Macmillan, Basingstoke 2011, ISBN 978-0-230-23251-8.
- (Hrsg.): Europe in modern Greek history. Hurst, London 2014, ISBN 1-84904-246-2.
- (mit Dimitris Papadimitriou): Prime Ministers in Greece. The paradox of power. Oxford University Press, Oxford 2015, ISBN 0-19-871717-2.
- (Mithrsg. u. Mitautor): The Oxford handbook of modern greek politics. Oxford University Press, Oxford 2020, ISBN 978-0-19-882510-4.

Außerdem zahlreiche Aufsätze in Fachzeitschriften und Sammelbänden.